# きっと安田
安田 孟(やすだ たけし、1990年9月2日 -)は、日本のお笑いタレントである。所属事務所は吉本興業。

## 来歴
中学1年生の時、爆笑オンエアバトルを見てお笑いに興味を持つ。その後、学校の休み時間の時に小学校から同級生の伊藤政臣や同級生達とネタをしだす。そして、中学3年生の時伊藤とコンビ「子犬番長」を結成。
高校生になりツートーン（現スパイクの小川暖奈が組んでいた女子コンビ）などと出会い、名古屋だけではなく東京や大阪などのイベントにも参加。高校3年生の時、M-1甲子園2008の名古屋予選で優勝した。
2006年8月に名古屋吉本に入所。コンビ名を「子犬番長」から「アジールセッション」に改めた。しかし2012年に解散し、元わをんのクランチ（倉本カズキ）とのコンビ「俺たちに明日はない」を結成する。相方の伊藤はトラッシュスターを結成。
2016年、「俺たちに明日はない」も解散し、上京。芸名をきっと安田に改める。2018年1月、後輩のポニー福元とコンビ「アトキンソン」を結成。同時に芸名を本名に戻したことを発表した。「アトキンソン」解散後は、元福岡よしもとの緒方貴志と2022年に「やすだおがた」を結成。

## 人物
- 映画鑑賞とギターが趣味。

## ライブ
- トライアル∞レッスン
- トライアル∞オーティション
- サートラ∞ネクスト

## コンテスト
- M-1甲子園

2008(地区予選優勝)　子犬番長
- M-1グランプリ

2005.2006.2007.2008.2009.2010(2回戦進出)　子犬番長
2015　俺たちに明日はない
- キングオブコント

2009.2010　子犬番長
2011(2回戦進出)　アジールセッション
2012.2013.2014(2回戦進出).2015.2016(2回戦進出)　俺たちに明日はない
- R-1ぐらんぷり

2008.2013(2回戦進出).2014.2015(2回戦進出).2016
- THE MANZAI

2011　アジールセッション
2012.2013.2014　俺たちに明日はない